# Aldeia de São Francisco de Assis
Aldeia de São Francisco de Assis é uma povoação portuguesa sede da Freguesia de Aldeia de São Francisco de Assis do Município de Covilhã, freguesia com 16,08 km² de área e 489 habitantes (censo de 2021), tendo, por isso, uma densidade populacional de 30,4 hab./km².

## História
Anteriormente designada por Bodelhão, foi povoação anexa da Freguesia de Barroca do concelho do Fundão, até 1895 e esteve anexada à extinta freguesia de Ourondo até 1901.
Nos anos de 1864 a 1890 estava anexada à Freguesia de Barroca, do concelho do Fundão. Foi depois anexada à Freguesia de Ourondo, do concelho da Covilhã, por decreto de 7 de setembro de 1895, aparecendo nestas condições no censo de 1900. Foi desanexada por decreto de 19 de julho de 1901, passando a constituir freguesia independente com a designação de Bodelhão. Pelo decreto nº 15.868, de 15 de agosto de 1928, passou a denominar-se de Aldeia de S. Francisco de Assis (Fonte: INE)
A freguesia é composta ainda pelas aldeias anexas de Barroca Grande e Parada.

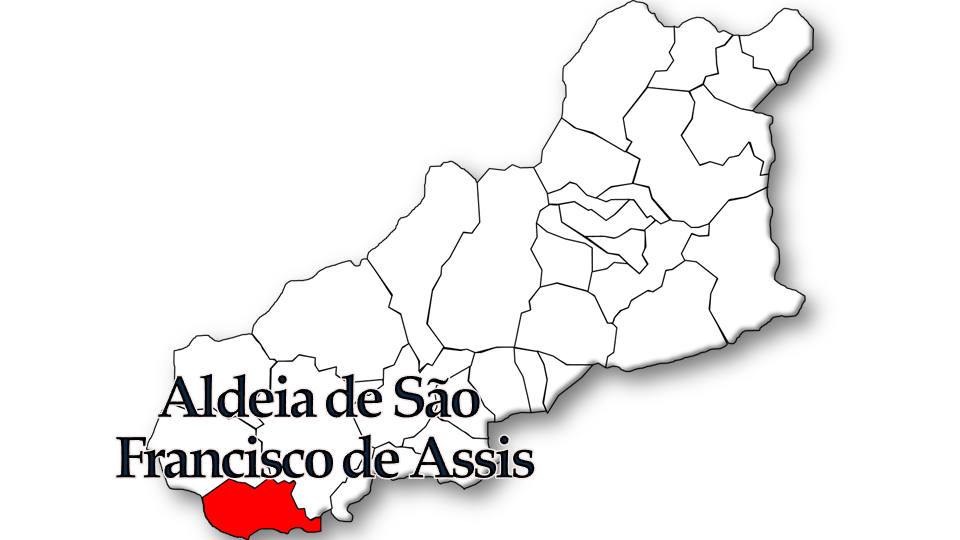
Localização no Município da Covilhã

## Demografia
A população registada nos censos foi:
| Distribuição da População por Grupos Etários | Distribuição da População por Grupos Etários | Distribuição da População por Grupos Etários | Distribuição da População por Grupos Etários | Distribuição da População por Grupos Etários |
| -------------------------------------------- | -------------------------------------------- | -------------------------------------------- | -------------------------------------------- | -------------------------------------------- |
| Ano                                          | 0-14 Anos                                    | 15-24 Anos                                   | 25-64 Anos                                   | > 65 Anos                                    |
| 2001                                         | 81                                           | 119                                          | 357                                          | 135                                          |
| 2011                                         | 69                                           | 47                                           | 361                                          | 155                                          |
| 2021                                         | 38                                           | 34                                           | 231                                          | 186                                          |

## Património
- Igreja de São Francisco de Assis (matriz)
- Igreja Nova (paroquial)
- Capela de S. João Baptista
- Ermida das Alminhas
- Monumento ao Cristo Operário

## Equipamentos
- Centro Comunitário Minas da Panasqueira